# Woo Bum-kon
Woo Bum-kon (ur. 24 lutego 1955, zm. 27 kwietnia 1982) – południowokoreański policjant, sprawca jednego z najkrwawszych masowych morderstw popełnionych przez jedną osobę. W stanie amoku zabił 56 osób i popełnił samobójstwo (35 dalszych osób odniosło rany).

## Tło zajścia
Woo początkowo mieszkał w Seulu, jednak został wysłany do typowo rolniczej wsi na uboczu w powiecie Uiryeong w prowincji Kyŏngsang Południowy, w wyniku czego nie mógł kontynuować swojej kariery w policji, co odbiło się na jego stanie psychicznym. Był również w dużym napięciu emocjonalnym w związku z niemożnością zebrania wystarczającej ilości pieniędzy w celu zorganizowania swojego ślubu – żył bowiem w nieślubnym związku ze swoją dziewczyną.

## Masakra w Uiryeong
26 kwietnia 1982 doszło między nim i partnerką do kłótni. Rozwścieczony Woo Bum-kon udał się do policyjnego magazynu broni, gdzie spożył dużą ilość alkoholu. Następnie zabrał z magazynu karabin i pewną liczbę granatów i wyszedł. Wykorzystując fakt bycia policjantem, pukał od drzwi do drzwi, wchodził do domów pod zmyślonym pretekstem i zabijał przypadkowych obecnych tam ludzi. Postępował tak przez całe osiem godzin.
Przeszedłszy całą miejscowość, po zabiciu pewnej liczby osób, udał się do miejscowości sąsiedniej, kontynuując masakrę – przeszedł tak aż pięć wsi w powiecie. Wczesnym rankiem 27 kwietnia, kiedy zostały mu dwa ostatnie granaty, przywiązał je do siebie i trójki innych osób i odbezpieczył je. Końcowy wybuch zabił mordercę i jego ostatnie ofiary.

## Skutki masakry
29 kwietnia 1982 koreański minister spraw wewnętrznych Suh Chung-hwa stwierdził, że zaniedbał swoje obowiązki, dopuszczając do tak wstrząsającego wydarzenia, i podał się do dymisji. Jego stanowisko zajął Roh Tae-woo, późniejszy prezydent Korei Południowej. 
Południowokoreański rząd zaproponował po 27 tysięcy dolarów zadośćuczynienia dla każdej z rodzin poszkodowanych w wyniku masakry w Uiryeong.